# Víctor de la Fuente
Víctor de la Fuente   (Ardisana, 12 d'abril de 1927 - Le Chesnay, 24 de juny de 2010) nom artistic de Pedro Víctor de la Fuente Sánchez, fou un dibuixant de còmics espanyol que va viure a França i que va cultivar sobretot el Còmic de l'oest (Sunday, Amargo, Los Gringos i Tex) i la fantasia heroica (o èpica) (Haxtur, Mathai-Dor, Haggarth). Va guanyar prestigiosos premis com el Premi Yellow Kid (1980). És el germà gran dels també dibuixants Chiqui de la Fuente i Ramón de la Fuente.

## Biografia

### Infància i joventut. A Amèrica
Víctor comença a treballar de dibuixant a l'estudi d'Adolfo López Rubio el 1945. A allà va conéixer als dibuixants Celedonio Perellón, Vicente Roso i Luis Vigil. En aquesta època va publicar en revistes com Chicos, Flechas y Pelayos i Zas.
A mitjans de la dècada de 1940 se'n va a viure a Cuba, i després d'una escala a l'Argentina, va a Xile, a on és contractat per l'editorial Zig Zag. El 1957 dirigeix la revista El Peneca i funda la seva pròpia agència de publicitat.

### Tornada a Espanya
El 1960 Víctor envia als seus germans, Chiqui i Ramón, que estaven a Espanya, un còmic de l'oest titulat Póney Durango perquè l'acabessin i tantegessin el mercat a aquí. Gràcies a l'interès de l'agència Selecciones Ilustradas de Josep Toutain torna a Espanya el 1961. En aquest mateix any comença a treballar per les editorials britàniques Fleetway i DC Thompson.
El 1964 publica el còmic La pequeña guerra de Hans en els números 2 a 8 de la revista El Cuco. L'obra Jo y Seraphin, del 1965 va quedar inacabada.
El 1968 col·laborà amb la revista francesa Pilote de l'editorial Dargaud amb la sèrie Les diamants sanglants. El 1969 inicia la seva primera sèrie important, Sunday, un western guionitzat per Víctor Mora per a Selecciones Ilustradas.

### Maduresa: Trinca
Entre el 1969 i el 1971 va dibuixar a la revista Trinca la sèrie de còmic Haxtur. Al mateix temps crea el seu únic còmic per a l'editorial Warreng Publishing, I am Dead, Egypt, Dead (amb el guió de Douglas Moench) que va ser publicat a la revista Eerie número 35 i que va rebre el Premi Warren al millor còmic del 1972 (entregat el 1973).
El 1972 també va crear la sèrie de còmics Mathai-Dor, al número 34 de la revista Trinca. Aquesta va quedar inacabada degut a problemes amb els drets d'autors. En aquest any Víctor se'n va anar a París, a on comença a treballar dibuixant el còmic Mortimer per l'editorial italiana E.P. El 1972 també va guanyar un premi a la Eurocon de Trieste per Haxtur i el 1973 va guanyar el premi del Festival de Còmic de Gènova. Aquest any es va viure a França perquè va tenir problemes amb les autoritats espanyoles pel seu còmic Haxter.

### A França i final de la seva carrera
El 1974 va publicar el còmic western Amargo a l'editorial Hachette.
El 1976 va participar en la realització dels còmics La Bíblia en còmics i Història de França per l'editorial Larousse. El 1977 va col·laborar amb la revista de còmic Tintín i el 1978 va crear el còmic Haggarth per la revista (À Suivre) (Continuarà) de l'editorial Casterman.
Des del 1979 va dibuixar el còmic Los gringos, que estava guionitzat primer per Jean-Michel Charlier i després, a partir de 1992, per Guy Vidal. El 1980 va obtenir el Premi Yellow Kid a Lucca. A la dècada de 1980 Víctor de la Fuente havia tornat a treballar amb Víctor Mora en el còmic Los ángeles de acero (83-89).
Entre els anys 1985 i 1991 va dibuixar bastants àlbums de personatges històrics, polítics i religiosos destinats al mercat francès, per exemple De Gaulle, Molière i Bernadette. El 1990 va començar a col·laborar per l'editorial Bonelli dibuixant Tex i posteriorment dibuixà el fallit còmic Aliot, guionitzat per Alejandro Jodorowsky (1996) i Josué de Nazareth (guió de Patrick Cothias, 1997-98). L'editorial Glénat va traduir a l'espanyol els àlbums El arcángel Gabriel i El hijo de la Vírgen; aquestes són les seves darreres obres inèdites que va publicar Víctor de la Fuente a Espanya.
Després d'això, Víctor de la Fuente va seguir residint a París, a on ja no dibuixava còmics a nivell professional però continuava pintant a l'oli.

## Llegat i homenatges
Els premis del Saló Internacional del Còmic del Principat d'Astúries són anomenats Premios Haxtor en honor del famós personatge creat per Víctor de la Fuente.
A Espanya s'han publicat tres llibres d'homenatge o catàlegs: Víctor de la Fuente (1983, Toutain Editor), Víctor de la Fuente, Homenaje (coordinat per Félix Velasco, 2003, Recerca Editorial) i De la Fuente Saga, (de Faustino Rodríguez Arbesú, 2003, sobre l'obra dels tres germans).

## Estil
Els plans que més dibuixava Víctor de la Fuente en els seus còmics eren els plans mitjans i generals, en detriment dels primers plans. Segons el mateix autor, utilitzava aquests perquè les seves imatges fossin més narratives. L'ús dels primers plànols els deixava exclusivament per a quan volia posar èmfasi en alguna cosa o volia interrompre una seqüència.

## Valoració crítica
El crític de còmic, Manel Domínguez Navarro va considerar que Víctor de la Fuente fou el membre més jove d'una generació de dibuixants de còmic madrilenys composta per Blanco, Huete, Laffond i Luis Vigil i que compartien certes característiques amb Luis Bermejo, Esteban Maroto i José Ortiz Moya.
La historiadora de l'art, Francesca Lladó, en la seva classificació de dibuixants i guionistes de còmic del que s'ha anomenat boom del còmic adult a Espanya, l'adscriu a un grup d'il·lustradors, del que també en formarien part Fernando Fernández i Enric Sió, encara que aquests últims també es dediquessin posteriorment a la il·lustració o al disseny.

## Obres
Víctor de la Fuente ha dibuixat per les següents publicacions editades a Espanya:
- 1945 - Zas, Quadern d'historietes (Ed. Sección de los aspirantes de Acción Católica), números 1, 2, 3, 4, 5, 6, 7, 8, 9, 10, 11, 12, 13, 14, 15 i 16.
- 1970 - El Cuco, Revista d'historietes (Ediciones y Publicaciones Populares), números: 2, 3, 4, 5, 6 i 7.
- 1971 - Trinca, Revista d'historietes (Editorial Doncel, números 14, 15, 16, 17, 18, 19, 20, 21, 22, 25, 26, 27, 28 i 29.
- 1971 - Vampus, revista d'historietes (Ibero Mundial de Ediciones / Garbo Editorial), número 1.
- 1971 - Trinca, llibre d'historietes de l'editorial Doncel, números 5 (Haxtur 1) i 12 (Haxtur 2).
- 1976 - Sunday, publicació amb còmics de Mariano Ayuso Editor, números 1, 2 i 6.
- 1978 - Bumerang, quadern de còmics de l'editorial Nueva Frontera S.A., números 1, 2, 3 i 4.
- 1980 - 1984, quadern de còmics de l'editorial Toutain editor, números 17, 18, 19, 20, 38, 39 i 42.
- 1980 - Los gringos, llibre de còmics d'Ediciones Junior S.A, números 1 (Viva la Revolución) i 2 (Viva Villa).
- 1981 - Saloon, revista de còmics de l'editorial Hitpress, números 0, 1, 2, 3, 4, 5, 6, 7 i 8.
- 1982 - Cuando el comic es arte, llibre de còmics de Toutain Editor, número 5 Víctor de la Fuente).
- 1982 - Historia de los comics, publicació amb còmics de Toutain Editor, números 4 i 38.
- 1983 - Comix Internacional, revista de còmics de Toutain Editor, números 36, 54, 55, 57, 59, 60 i 61.
- 1985 - Aventuras Bizarras, revistes de còmics de Comics Forum de l'editorial Planeta DeAgostini, número 15.
- 1987 - Descubrir la Bíblia, el Gran Libro de la Humanidad, llibre de còmics de l'editorial Plaza & Janés, número 1 (La Creación - Los Patriarcas).
- 1988 - Descubrir a Bíblia, llibre de còmics de Plaza & Janés, números 1 (A creación - Os Patriarcas), 2 (Moisés, Xosué, os Xuices), 5 (O Exilio en Babilonia) i 6 (O Retorno a Xerusalén), en gallec.
- 1988 - Descubrir a Biblia, llibre de còmics de Plaza & Janés, número 2 (Nacemento da Igrexa), en gallec.
- 1989 - Imágenes de la História, llibre de còmics d'Ikusager Ediciones, número 19 (1789, la Revolución Francesa).
- 1989 - Tapon, revista de còmics editat per la Caja de Ahorros de Asturias, números 1 i 2.
- 1990 - Aventúrate, revista de còmics d'edicions Aventúrate, número 0.
- 1998 - Josué de Nazareth, llibre de còmics d'edicions Glénat, números 1 (El arcángel Gabriel) i 2 (el Hijo de la Vírgen).
- 2005 - El Gomeru, revista de còmics d'edicions Trabe, números 1, 2, 3 i 4.
- 2006 - Sunday, llibre de còmics d'edicions Glénat, número 1.
- 2008 - Haxtur, llibre de còmics d'edicions Glénat, número 1.
- 2010 - Diario de Guerra, llibre de còmics d'edicions Glénat, número 1.
- 2010 - Tex, llibre de còmics d'Aleta ediciones, números 1 (Llamas sobre Arizona) i 7 (Lun Ranger en peligro).
- 2012 - Eerie, llibre de còmics de Planeta DeAgostini, número 7 (Eerie).
- 2014 - Los Gringos. Integral, llibre de còmics de Ponent Món Editorial, número 1.
- Sense data - Balalín, quadern de còmics editat per Frente de Juventudes.
- Sense data - Descubrir la Bíblia. El gran libro de la Humanidad, de Plaza & Janés.
- Sense data - La Bíblia, llibre de còmics de Plaza i Janés.
- Sense data - Creepy, revista de còmics de Toutain Editor.
- Sense data - Sargento Trelawny, quadern de còmics de l'editorial Rollán.
- Sense data - Tormenta sobre España 1936-1939, llibre de còmics de l'editorial Glénat.
- Sense data - Víctor de la Fuente, llibre de còmic de l'editorial Glénat.

## Premis
- 1987 - Guanyador del Premi Haxtur a l'Autor al que Amamos en el Salón Internacional del Cómic del Principado de Asturias.
- 1989 - Premi Haxtur a la Millor història curta per La rosa de Abisinia de la sèrie Los ángeles de acero en el Salón Internacional del Cómic del Principado de Asturias.
- 2003 - Premi OSO a la labor d'una vida pel còmic al Saló del còmic de Madrid, Expocomic.[2]
- 2006 - Gran Premi del Saló Internacional del Còmic de Barcelona.[2]